# Мирный сельский округ
Мирный сельский округ (каз. Мирное ауылдық округі) — административная единица в составе Жамбылского района Северо-Казахстанской области Казахстана. Административный центр — село Мирное.
Население — 1758 человек (2009) 
1999 год 2923 человек
1989год 4008 человек 
Аким сельского округа:Сичков Вячеслав Николаевич

## Состав
В состав округа входят такие населенные пункты:
| Населенный пункт   | Население, человек (1989) | Население, человек (1999) | Население, человек (2009) |
| ------------------ | ------------------------- | ------------------------- | ------------------------- |
| Айымжан, село      | 627                       | 570                       | 419                       |
| Мирное, село       | 1502                      | 1003                      | 575                       |
| Петровка, село     | 844                       | 617                       | 344                       |
| Рождественка, село | 539                       | 372                       | 177                       |
| Узынколь, село     | 496                       | 361                       | 243                       |